# Frogner
Pour les articles homonymes, voir Frogner (homonymie).

## Géographie
Frogner est un quartier (bydel) de la ville d'Oslo en Norvège. Il est situé à l'ouest de la ville.

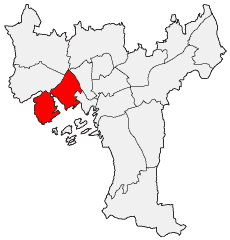
Carte du quartier.

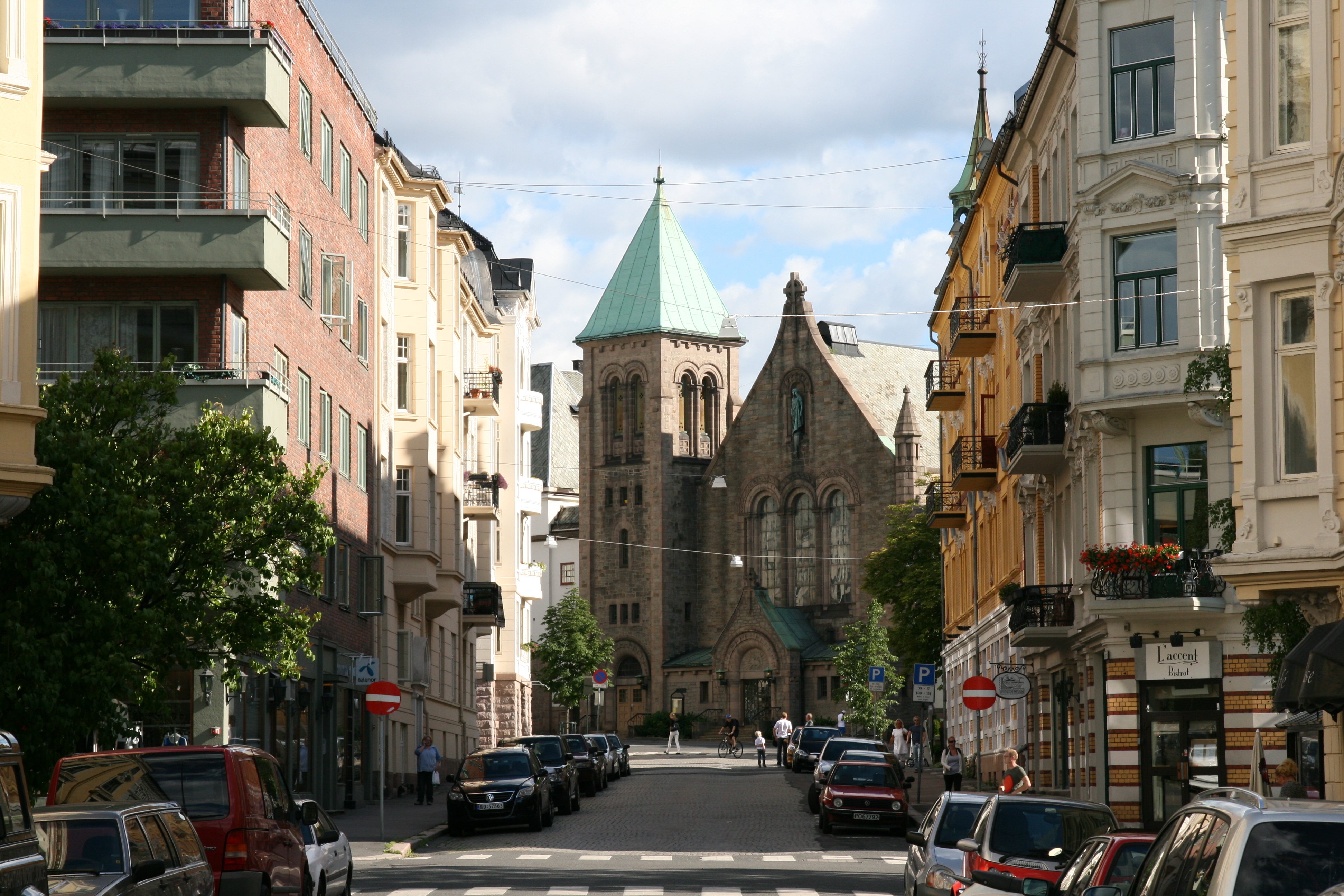
Vue du quartier avec l'église de Frogner.

## Lieux
La presqu'île de Bygdøy, où se trouvent de nombreux musées ainsi que domaine royal de Bygdøy (en) (Bygdøy Kongsgård), résidence d'été des rois de Norvège, dépend de ce quartier.